# Lima (modélisme)
Pour les articles homonymes, voir Lima (homonymie).
Lima (pour Lavorazione Italiana Metalli Affini) est une marque italienne de trains miniatures, créée en 1946 à Vicence et rachetée en 2004 par Hornby Railways.

## Histoire
A l'origine, Lima fournit des pièces moulées en aluminium pour les voitures voyageurs des chemins de fer italiens FS, dévastés par la guerre. En 1948, lorsque la FS a recommencé à produire ses propres pièces, Lima s'est tourné vers les jouets en aluminium (bateaux, trains et voitures).

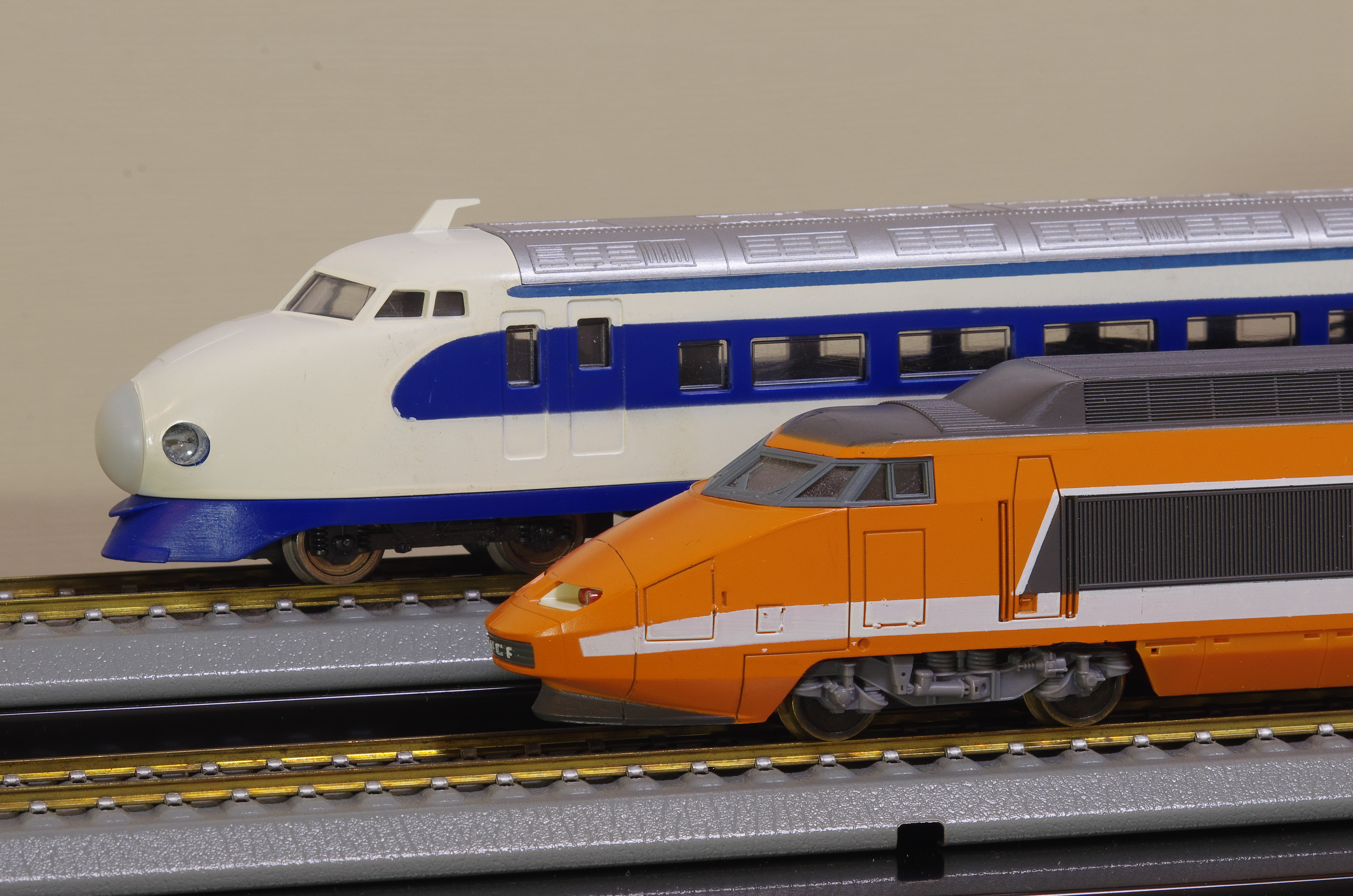
Deux trains à grande vitesse Lima : TGV Sud-Est français à côté du Shinkansen série 0 japonais.

Un nouveau départ est pris en 1954, lorsque la petite usine Lima est rachetée par Ottorino Bisazza, alors directeur de Marzotto, à un parent du comte Marzotto. Bisazza à l'idée de lancer la fabrication de trains jouets à base de matière plastique imitant en cela le constructeur français Jouef : le but est de produire des modèles à l'échelle H0 proposés à un prix compétitif. Très rapidement la firme multiplie les modèles spécifiques à différents réseaux européens ainsi que dans une moindre mesure à tous les continents. Le marché anglais bénéficiera de modèles adaptés à l'échelle 00 à partir de 1977.

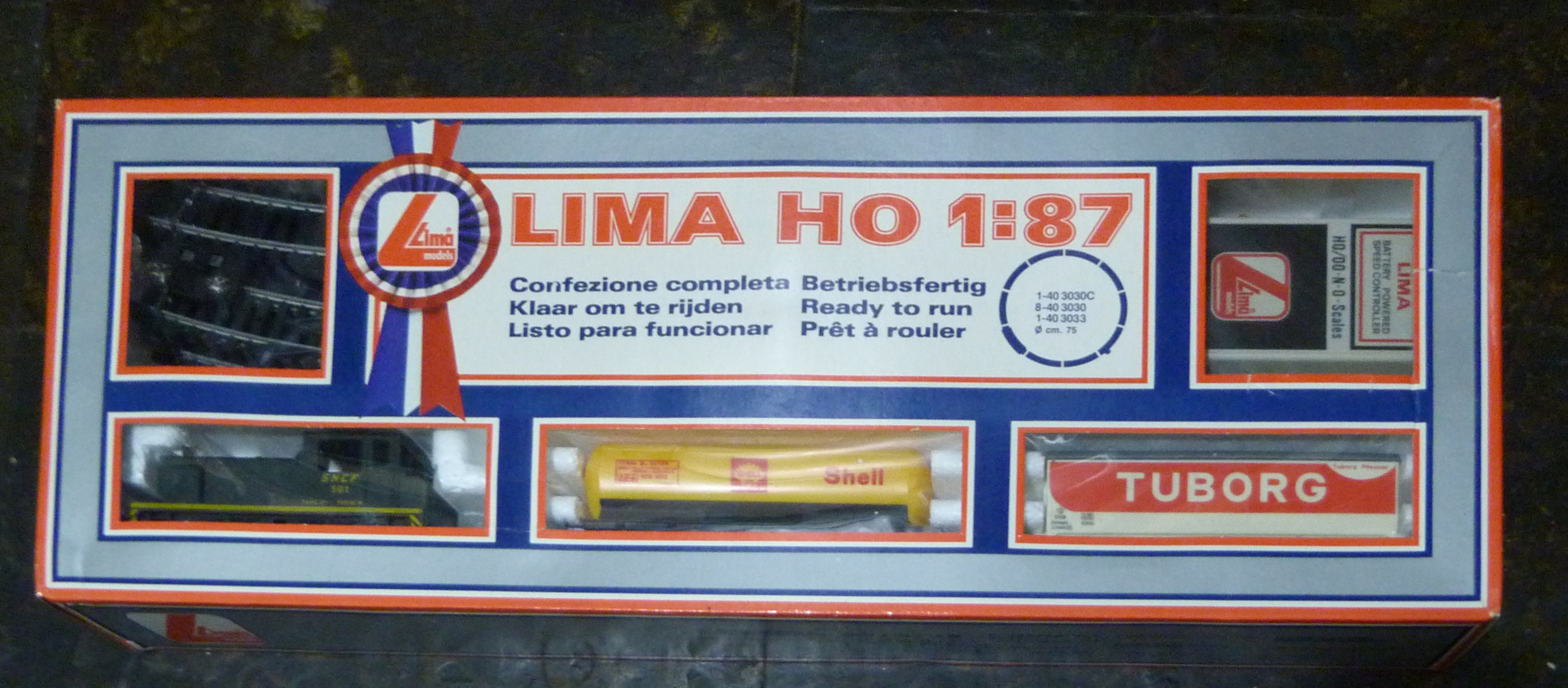
Un coffret de départ économique avec une alimentation électrique par piles.

En plus du matériel roulant, tout le nécessaire pour construire un réseau est fabriqué : rails, décor, maquettes, alimentation électrique, etc. Afin d'attirer de nouveaux modélistes vers le modélisme ferroviaire, Lima propose de nombreux coffrets de départ avec du matériel roulant souvent simplifié et aux couleurs fantaisistes.

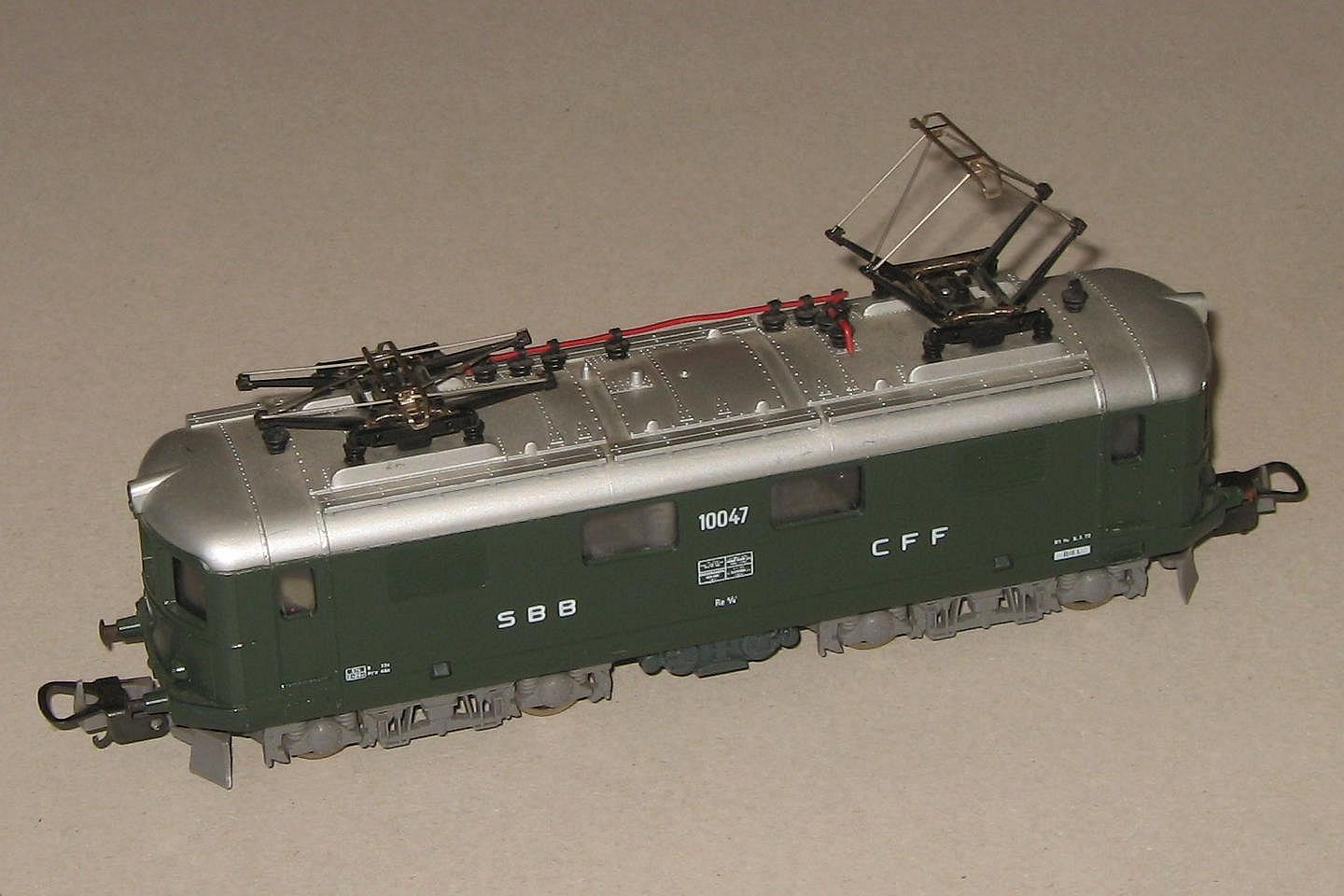
Une reproduction en HO d'une locomotive électrique Re 4/4 I des CFF.

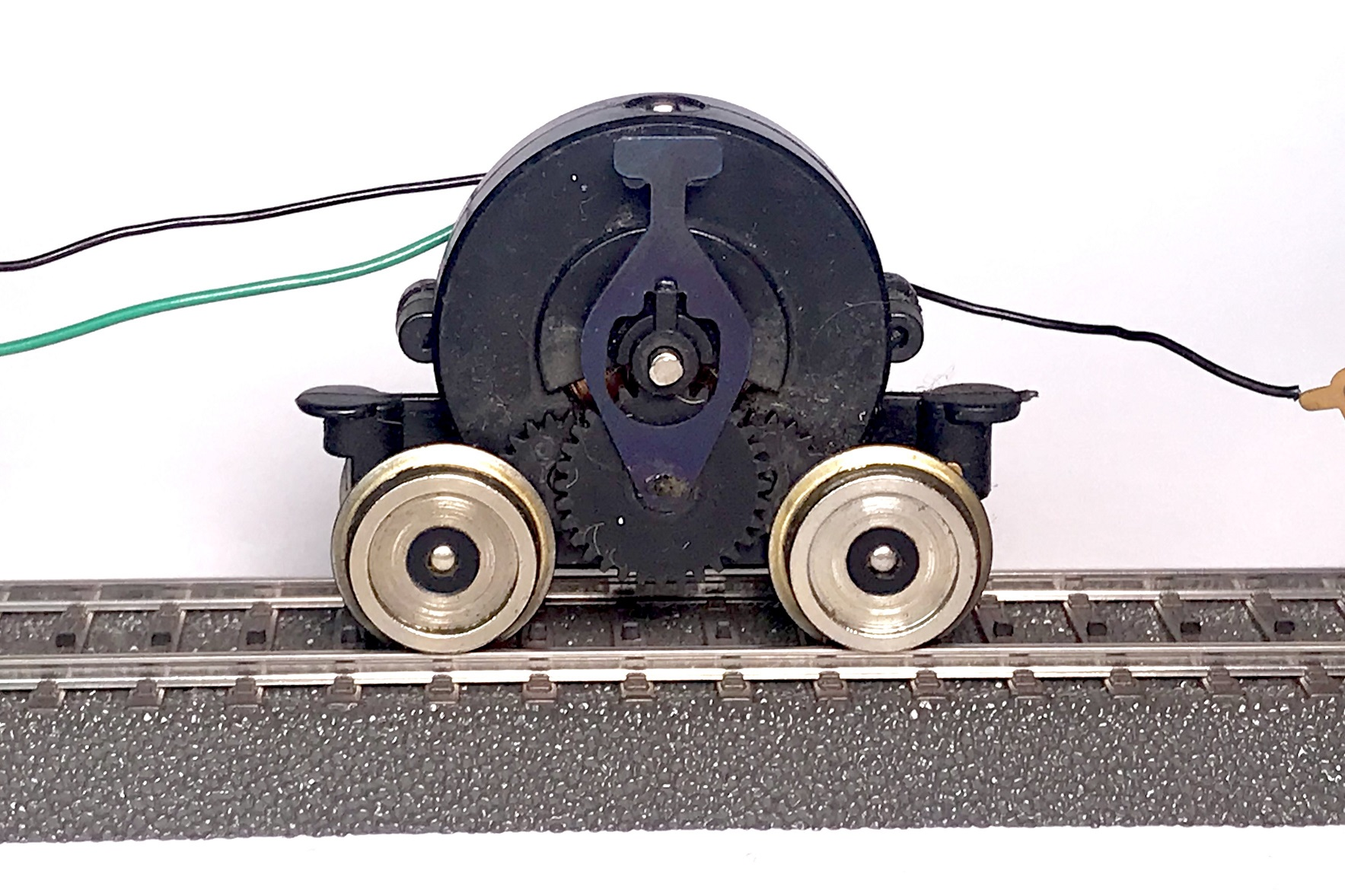
Le fameux moteur "Type G" qui équipera pendant longtemps l'ensemble des modèles Lima.

En 1970, le catalogue est beaucoup plus important que celui de Jouef dont il est le principal concurrent. Le parc français est assez bien représenté : la rame RGP "Lézard vert" sortie en 1964 est en particulier fort bien accueillie par les amateurs français malgré un aspect discutable (caisses raccourcies et hauteur trop haute).
En 1966, des productions à l'échelle N sont lancées. Viendra ensuite l'échelle 0 en 1972 dont le parc français sera représenté par une BB 67000. Cette production sera arrêtée rapidement alors que l'échelle N voit son catalogue s'étendre de façon comparable à celui de l'échelle H0 traditionnelle.
À partir des années 1980, face au rétrécissement du marché, Lima se tourne vers des modèles réalistes dotés d'une motorisation plus évoluée, généralement avec un moteur central qui, avec cardans et descentes de pignons entraîne tous les essieux de chaque locomotive. Sortent alors des modèles d'excellente facture comme la rame quadritension RAe TEE II Gottardo des CFF (élu Modèle de l'année 1986 en Suisse), la rame inox de banlieue (RIB) de la SNCF, etc.
En 1992, Lima est rachetée par l'italien Rivarossi. Ce dernier acquit également l'allemand Arnold (trains en N) en 1995 puis Jouef en 1996. Des produits mélangeant les marques apparaîtront, notamment des coffrets de départ avec des locomotives Lima estampillées Jouef. Le groupe Rivarossi prend le nom de Lima S.p.A en décembre 2001 et toute la production se fait maintenant en Italie à Isola Vicentina. Lors de cette période, les produits Jouef sont vendus sous la marque Lima ou Rivarossi. En difficulté, le groupe est racheté en décembre 2004 par Hornby pour 8 millions d'euros. Toute la production est délocalisée en Chine et la livraison des modèles reprend en 2006. Le nom d'entreprise Lima est gardé pour le marché italien et pour certains produits simplifiés. 
En mai 2005, d'anciens employés de Lima S.p.A fondent ViTrains à Costabissara dans la province de Vicence,.